# Ронсевальська земля
Ронсевальська земля (лат. Roncevaux Terra) — північна половина яскравої області Япета (супутника Сатурна), що займає близько третини усієї його поверхні. Відокремлена від південної частини яскравої області екваторіальним гірським кільцем і злегка відрізняється від неї за кольором (південна частина має червонуватий відтінок).
Найпомітніша унікальна особливість Япета — різка відмінність альбедо двох його боків. Один бік сніжно-білий (відбиває більше половини світла), а інший дуже темний (відбиває 3-5 %). Темна область у першому наближенні збігається з провідною півкулею, а яскрава — з веденою. І ту, і іншу ділить навпіл стіна Япета — ланцюжок гірських хребтів та окремих вершин, який тягнеться вздовж екватора (але в яскравій області він сильно переривчастий). Площа яскравої області більша, ніж темної: близько 60 % поверхні Япета. Таким чином, частка Ронсевальської землі — близько 30 %.

## Відкриття й вивчення
Велику різницю яскравості півкуль Япета виявив ще його першовідкривач — Джованні Доменіко Кассіні, хоча навіть найкращі інструменти його часів не давали можливості побачити на Япеті які-небудь деталі. З моменту відкриття Япета в 1671 році до 1705 року Кассіні бачив Япет лише тоді, коли він перебував на захід від Сатурна. У 1705 році, використовуючи сильніший телескоп, Кассіні все ж побачив цей супутник під час знаходження на схід від планети. Виявилося, що при цьому він слабший на 2 зоряні величини. З цього Кассіні зробив два висновки, які пізніше підтвердилися, — по-перше, одна півкуля Япета набагато темніша за іншу, а по-друге, вона завжди дивиться в напрямку руху супутника по орбіті (тобто Япет завжди повернений до Сатурна одним і тим самим боком).
Перші фотографії Япета (на яких видно і Ронсевальську землю) були отримані апаратом «Вояджер-1» в 1980 році. Набагато кращі світлини дав «Кассіні», який вивчає систему Сатурна з 2004 року.

## Найменування
Майже всі назви об'єктів на Япеті дані за мотивами середньовічної французької поеми «Пісня про Роланда», тому що Кассіні відкрив супутник під час роботи у Франції. Ронсевальська земля названа так на честь Ронсевальської ущелини в Піренеях (в цій ущелині в 778 році відбулася описана в цій поемі битва). Терміном «земля» (лат. Terra) в планетній номенклатурі позначають велику область із перетятим рельєфом. Латинську назву Roncevaux Terra Міжнародний астрономічний союз затвердив у 1982 році (в числі перших 20 назв деталей рельєфу Япета).
Ронсевальська земля — це північна половина світлої області Япета. Південна половина називається «земля Сарагоса» (лат. Saragossa Terra) на честь згаданого в «Пісні про Роланда» міста. Як і інші об'єкти південної півкулі Япета, вона залишалася безіменною до 2008 року, коли Міжнародний астрономічний союз затвердив назви деяких деталей рельєфу, знятих апаратом «Кассіні». Оскільки вона отримала назву набагато пізніше північної частини, в деяких джерелах Ронсевальською землею називають усю яскраву область Япета.
Кратери Ронсевальської землі, як і всієї яскравої області, названі іменами позитивних героїв «Пісні про Роланда» — франків та їх союзників. Кратери темної області (або розташовані в перехідній зоні, але з темними денцями) отримали імена їх супротивників — маврів.

## Межі та рельєф
Темна область Япета (область Кассіні) приблизно збігається з провідною (переднью) півкулею, а яскрава — з веденою (задньою). Центри цих областей збігаються з центрами відповідних півкуль дуже точно, але межа між ними проходить не точно по меридіану: вона зігнута на зразок лінії на тенісному м'ячі. Яскрава область заходить на провідну півкулю в районі полюсів, а темна на ведену — в районі екватора. І ту, і іншу ділить навпіл стіна Япета, яка тягнеться вздовж екватора (в яскравій області вона представлена лише окремими вершинами). Таким чином, Ронсевальська земля простягається від екватора, де межує з Землею Сарагоса, до високих широт. В її межах лежить північний полюс Япета.
Як і решта поверхні цього супутника, Ронсевальська земля вкрита кратерами. Серед найбільших — 160-кілометровий кратер Тібо (лат. Tibbald), 113-кілометровий Олів'є (Oliver), 100-кілометровий Ож'є (Ogier), 95-кілометровий Шарлемань (Charlemagne), 81-кілометровий Жебоен (Geboin).
43-кілометровий кратер Альмерік (Almeric), також розташований на Ронсевальській землі, закріплює систему довгот на Япеті: західна довгота його центру прийнята рівною 276,0° (раніше 276,6°).

## Забарвлення
На знімках з високою роздільністю видно, що межа світлої та темної частини Япета дуже чітка, але сильно порізана. Окремі світлі ділянки є і всередині темної області, а окремі темні — всередині світлої. Такими окремими темними ділянками біля екватора є заглибини, а на високих широтах — звернені до екватора схили. Аналогічно, у темній області височини і звернені до полюсів схили можуть бути яскравими.
Ймовірно, колір Ронсевальської землі близький до початкового кольору Япета — переважно крижаного тіла. Темний колір області Кассіні, за сучасними уявленнями, вторинний: його створює пиловий покрив завтовшки близько десятків сантиметрів. Це видно за дрібними яскравими кратерами в цій області і за результатами радарних спостережень. Поява цих відмінностей пояснюється тим, що осідання темного пилу переважно на провідній півкулі спричиняє її сильніше нагрівання сонячним світлом і випаровування звідти льоду, який згодом конденсується на холодних ділянках — на веденій півкулі та в приполярних областях. Виходить позитивний зворотний зв'язок: початково темні ділянки темніють, а початково світлі — світлішають ще сильніше (детальніше див. у статті «Япет»).
Крім того, різні частини Япета відрізняються кольором. На провідній півкулі Япета і яскраві, і темні ділянки помітно червоніші, ніж на веденій, а в межах веденої південна частина яскравої області трохи червоніша за північну.